# Parapediasia ligonellus
Parapediasia ligonellus là một loài bướm đêm trong họ Crambidae.